# Busturialdea-Urdaibai
Busturialdea-Urdaibai es una comarca de Vizcaya (País Vasco) España. Su capitalidad la ostentan las principales villas de la zona, Bermeo y Guernica y Luno.

## Geografía
Busturialdea es una comarca de la provincia de Vizcaya, (País Vasco) España. De 46 388 habitantes (INE 2014). Limita al oeste con las comarcas de Uribe y el Gran Bilbao; al este con la comarca de Lea-Artibay; al sur con el Duranguesado, todas ellas en territorio de Vizcaya, y al norte con el mar Cantábrico. Es heredera de la antigua Merindad de Busturia. Las dos principales villas de la comarca y las más pobladas son Bermeo (17 057) y Guernica y Luno (16 797).

## Municipios
|  | Municipio            | Población | Territorio km² |
|  | -------------------- | --------- | -------------- |
|  | Ajánguiz             | 463       | 7,35           |
|  | Arrazua              | 398       | 10,34          |
|  | Bermeo               | 17 042    | 34,12          |
|  | Busturia             | 1693      | 19,63          |
|  | Cortézubi            | 461       | 11,91          |
|  | Ea                   | 865       | 14,17          |
|  | Elanchove            | 391       | 1,85           |
|  | Ereño                | 244       | 10,67          |
|  | Errigoiti            | 520       | 16,42          |
|  | Forua                | 956       | 7,94           |
|  | Gautéguiz de Arteaga | 868       | 13,57          |
|  | Guernica y Luno      | 17 033    | 8,47           |
|  | Ibarranguelua        | 639       | 15,56          |
|  | Mendata              | 379       | 22,39          |
|  | Morga                | 416       | 17,6           |
|  | Múgica               | 1443      | 50,02          |
|  | Mundaca              | 1893      | 4,15           |
|  | Murueta              | 311       | 5,45           |
|  | Navárniz             | 239       | 11,75          |
|  | Pedernales           | 355       | 2,3            |

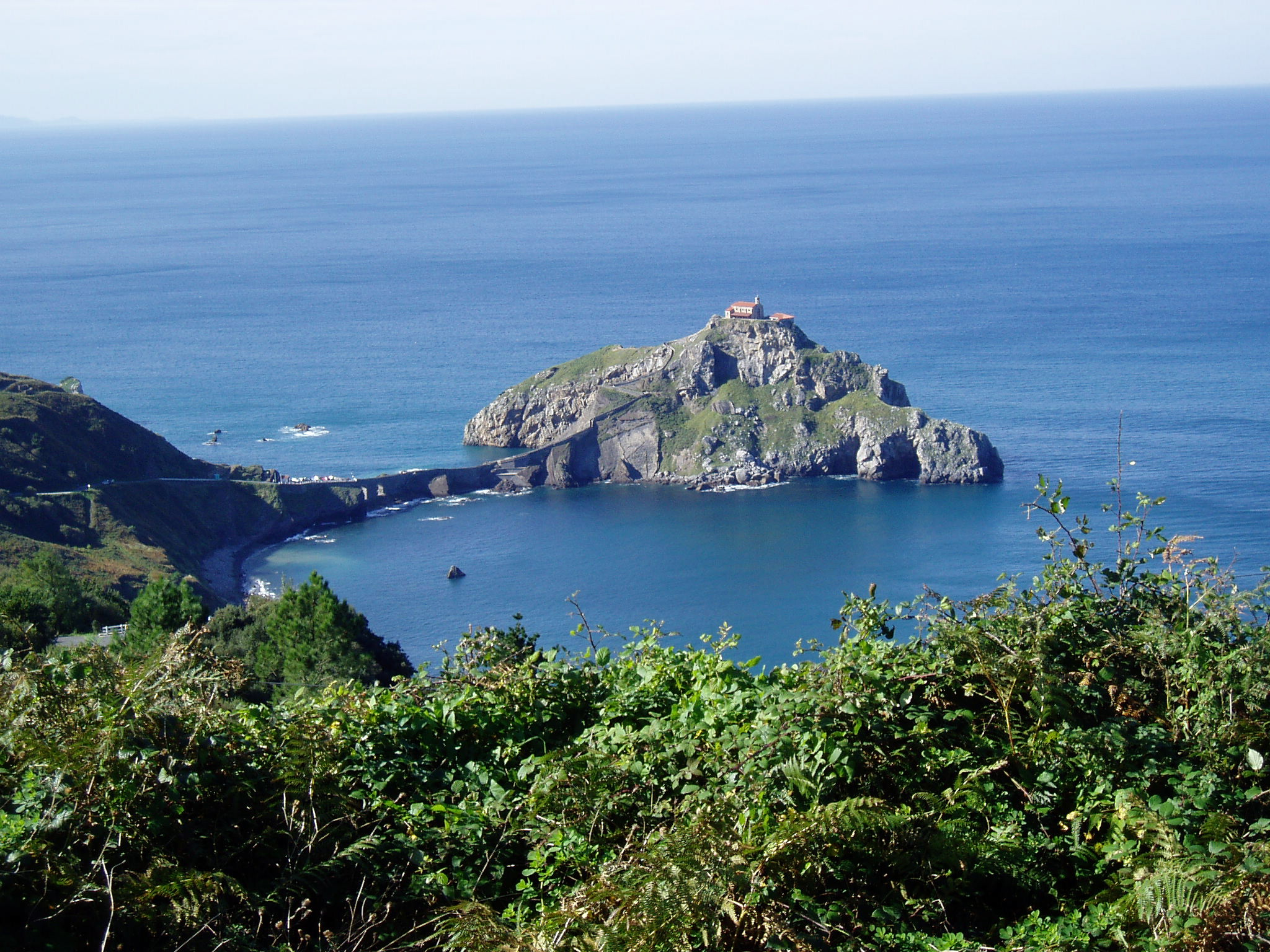
San Juan de Gaztelugatxe, Bermeo.

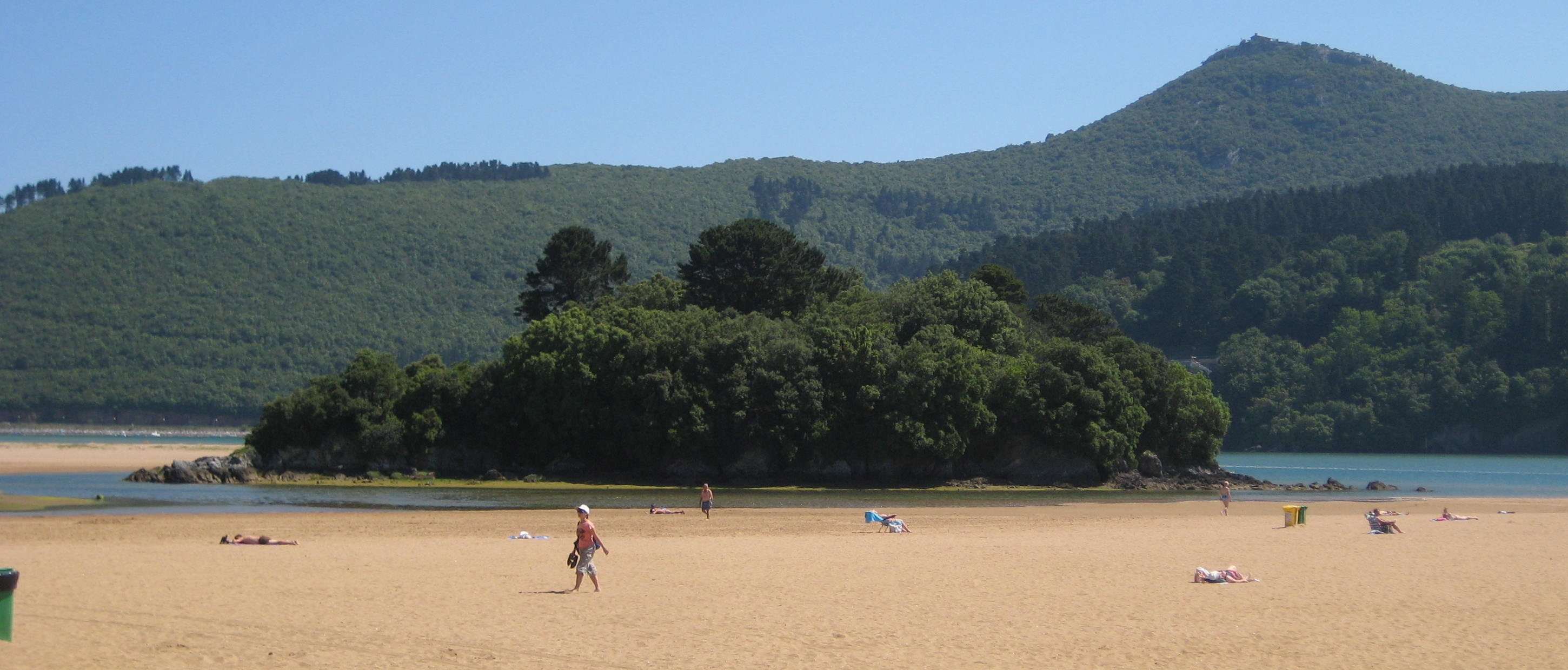
Playa de San Antonio, Pedernales.

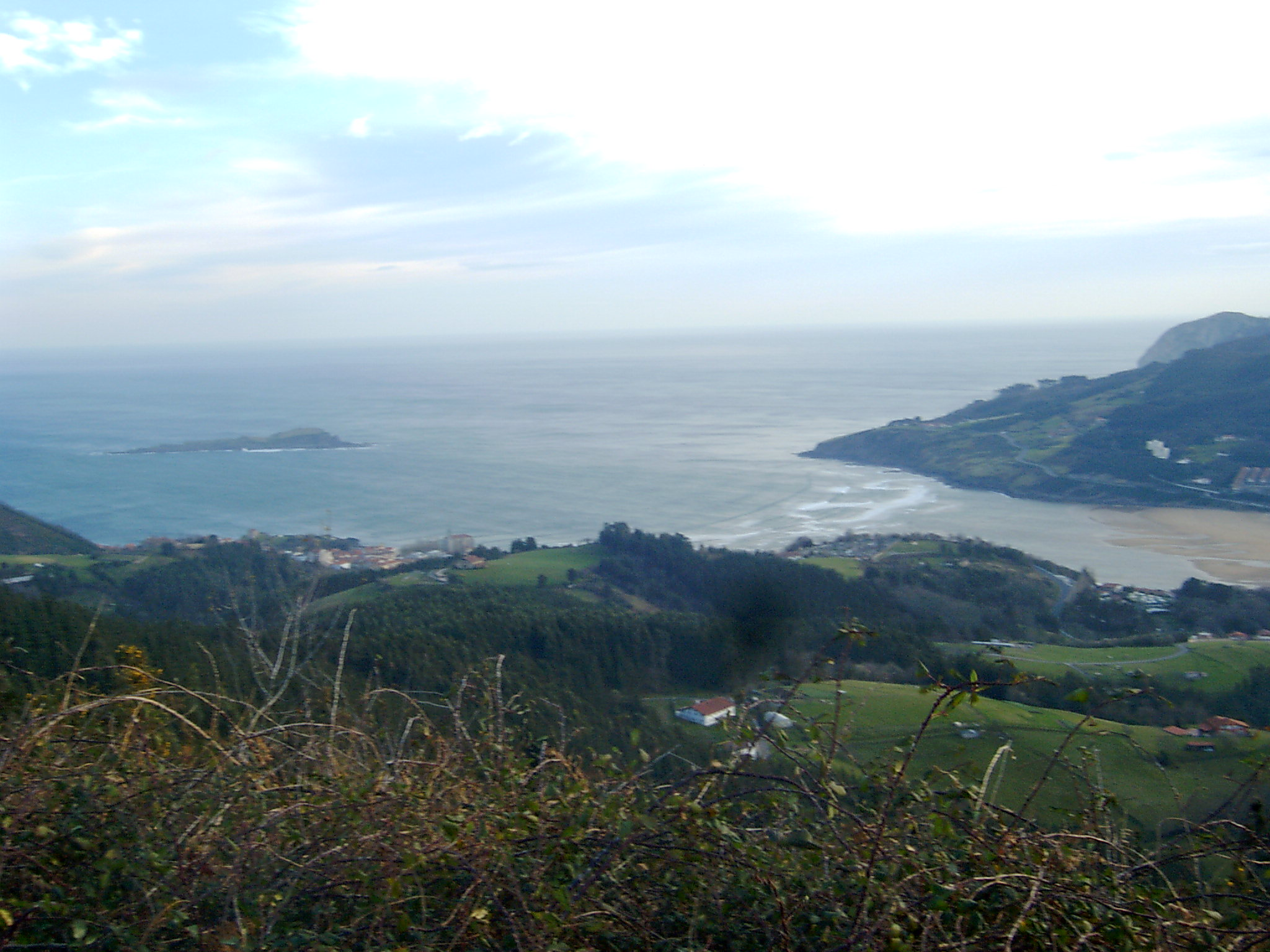
Urdaibai

De estos 20 municipios, 19 forman partedesde 1984 de la Reserva de la Biosfera de Urdaibai (Unesco).

### Núcleos de población de la comarca según el INE
|    | Nombre localidad                     | Nombre oficial            | Municipio            | Población 2019 |
| 1  | Bermeo                               | Bermeo                    | Bermeo               | 16.008         |
| 2  | Guernica y Luno                      | Gernika-Lumo              | Guernica y Luno      | 13.446         |
| 3  | Rentería                             | Errenteria                | Guernica y Luno      | 2.514          |
| 4  | Mundaca                              | Mundaka                   | Mundaca              | 1.661          |
| 5  | Altamira-San Cristóbal               | Altamira-San Kristobal    | Busturia             | 835            |
| 6  | Arana                                | Arana                     | Guernica y Luno      | 816            |
| 7  | Axpe de Busturia-San Bartolomé-Abiña | Axpe-San Bartolome-Abiña  | Busturia             | 781            |
| 8  | Celayetas                            | Zelaieta                  | Gautéguiz de Arteaga | 663            |
| 9  | Ugarte                               | Ugarte                    | Múgica               | 659            |
| 10 | Elejalde Ibarranguelua               | Elexalde                  | Ibarranguelua        | 546            |
| 11 | Forua Elejalde                       | Elexalde Forua            | Forua                | 509            |
| 12 | Ea                                   | Ea                        | Ea                   | 431            |
| 13 | Elanchove                            | Elantxobe                 | Elanchove            | 350            |
| 14 | Cortézubi                            | Kortezubi                 | Cortézubi            | 310            |
| 15 | Murueta                              | Murueta                   | Murueta              | 308            |
| 16 | Pedernales                           | Sukarrieta                | Pedernales           | 295            |
| 17 | Mendieta                             | Mendieta                  | Ajánguiz             | 274            |
| 18 | San Román                            | San Roman                 | Múgica               | 270            |
| 19 | Nachitua                             | Natxitua                  | Ea                   | 262            |
| 20 | San Pelayo                           | Gibelortzaga (San Pelaio) | Bermeo               | 248            |
| 21 | Ibárruri                             | Ibarruri                  | Múgica               | 239            |
| 22 | Campanchu                            | Kanpantxu                 | Ajánguiz             | 203            |
| 23 | San Pedro de Luno (Luno)             | Lumo                      | Guernica y Luno      | 191            |
| 24 | Usparicha                            | Usparitxa                 | Múgica               | 160            |
| 25 | Rigoitia                             | Errigoiti                 | Rigoitia             | 178            |
| 26 | Elejalde-Olabarri                    | Elexalde-Olabarri         | Rigoitia             | 163            |
| 27 | Portuondo-Basaran                    | Portuondo-Basaran         | Mundaca              | 154            |
| 28 | Andra-Mari                           | Andra Mari                | Morga                | 145            |
| 29 | Mendata Elejalde                     | Elejalde                  | Mendata              | 145            |
| 30 | Gorocica                             | Gorozika                  | Múgica               | 137            |
| 31 | Bedarona                             | Bedaroa                   | Ea                   | 130            |
| 32 | Loyola                               | Loiola                    | Arrazua              | 122            |
| 33 | Achondoa                             | Atxondoa                  | Forua                | 116            |
| 34 | Artigas                              | Artika                    | Bermeo               | 108            |
| 35 | Navárniz Elejalde                    | Elexalde                  | Navárniz             | 104            |
| 36 | Landaverde                           | Landaberde                | Forua                | 102            |
| 37 | Mechicas                             | Metxika                   | Rigoitia             | 94             |
| 38 | Ereño Elejalde                       | Elexalde-Zeeta            | Ereño                | 89             |
| 39 | Olabe                                | Olabe                     | Mendata              | 89             |
| 40 | Acorda                               | Akorda                    | Ibarrangelua         | 86             |
| 41 | Mármiz                               | Marmiz                    | Mendata              | 83             |
| 42 | Gambe                                | Ganbe                     | Morga                | 82             |
| 43 | Mañuas                               | Mañu                      | Bermeo               | 75             |
| 44 | Elorriaga-Santa Ana                  | Elorriaga-Santa Ana       | Cortézubi            | 74             |
| 45 | San Miguel                           | San Migel                 | Bermeo               | 69             |
| 46 | Álbiz                                | Albiz                     | Mendata              | 66             |
| 47 | Albóniga                             | Almika                    | Bermeo               | 66             |
| 48 | Canala                               | Kanala                    | Gautéguiz de Arteaga | 66             |
| 49 | Armocherri                           | Armotxerria               | Forua                | 65             |
| 50 | Achoste-Basecheas                    | Basetxeta-Atxoste         | Ereño                | 63             |
| 51 | Aguirre                              | Agirre                    | Bermeo               | 60             |
| 52 | Huarca                               | Uarka                     | Arrazua              | 60             |
| 53 | Zabala-Beléndiz                      | Zabala-Belendiz           | Arrazua              | 60             |
| 54 | Gabica                               | Gabika                    | Ereño                | 59             |
| 55 | Esquericas                           | Eskerika                  | Morga                | 55             |
| 56 | San Andrés                           | San Andres                | Bermeo               | 55             |
| 57 | Zallo                                | Zallo                     | Guernica y Luno      | 49             |
| 58 | Islas                                | Isla                      | Gautéguiz de Arteaga | 47             |
| 59 | Gorocica                             | Gorozika                  | Arrazua              | 46             |
| 60 | Demínigus                            | Demiku                    | Bermeo               | 45             |
| 61 | Urberuaga                            | Urberuaga                 | Forua                | 45             |
| 62 | Achicas-Recalde                      | Atxika-Errekalde          | Rigoitia             | 44             |
| 63 | Baldatica                            | Baldatika                 | Forua                | 44             |
| 64 | Basechetas                           | Basetxeta                 | Gautéguiz de Arteaga | 40             |
| 65 | Gaitoca                              | Gaitoka                   | Forua                | 39             |
| 66 | Barrutia                             | Barrutia                  | Arrazua              | 38             |
| 67 | Arquetas-Aramburu                    | Arketas-Aranburu          | Mundaca              | 37             |
| 68 | Canala                               | Kanala                    | Pedernales           | 37             |
| 69 | Morgaondo                            | Morgaondo                 | Morga                | 36             |
| 70 | Inchaurragas                         | Intxaurraga               | Navárniz             | 35             |
| 71 | Merica                               | Merika                    | Navárniz             | 35             |
| 72 | Zubiate                              | Zubiate                   | Arrazua              | 35             |
| 73 | Acorda-Bollar                        | Akorda-Bollar             | Ereño                | 34             |
| 75 | Meaca                                | Meaka                     | Morga                | 34             |
| 75 | Uribarri-Zabaleta                    | Uribarri-Zabaleta         | Navárniz             | 34             |
| 76 | Oñarte                               | Oñarte                    | Morga                | 33             |
| 77 | Arronategui                          | Arranotegi                | Bermeo               | 31             |
| 78 | Basondo                              | Basondo                   | Cortézubi            | 30             |
| 79 | Elejalde                             | Elexalde                  | Arrazua              | 29             |
| 80 | Barroeta                             | Barroeta                  | Arrazua              | 28             |
| 81 | Lequerica                            | Lekerika                  | Navárniz             | 27             |
| 82 | Oma                                  | Oma                       | Cortézubi            | 27             |
| 83 | Meacaur                              | Meakaur                   | Morga                | 25             |
| 84 | Recalde                              | Errekalde                 | Gautéguiz de Arteaga | 20             |
| 85 | Icazurietas                          | Ikazurieta                | Navárniz             | 16             |
| 86 | Baratz Eder                          | Baratz Eder               | Bermeo               | 0              |
| 87 | Chacharramendi o Montenegro          | Txatxarramendi            | Pedernales           | 0              |
| 88 | Monte                                | Monte                     | Arrazua              | 0              |